# Samantha Jones
Samantha Jones è una delle protagoniste delle serie televisive Sex and the City e The Carrie Diaries, in onda rispettivamente sulle emittenti statunitensi HBO, dal 1998 al 2004, e The CW, dal 2013 al 2014. Interpretata da Kim Cattrall in Sex and the City, è un personaggio creato da Candace Bushnell, che ha pubblicato l'omonimo romanzo da cui è stata tratta la serie. Nella nuova serie, The Carrie Diaries, che racconta gli anni giovanili di Carrie Bradshaw oltre a quelli di Samantha Jones, è interpretata da Lindsey Gort.

## Biografia
Samantha Jones è la meno giovane del gruppo di amiche e possiede un'agenzia di pubbliche relazioni. È molto fiera di essere una donna combattiva che ha avuto successo nel lavoro con le sue sole forze. Infatti la sua famiglia non aveva grandi disponibilità economiche e da adolescente ha lavorato in una gelateria, periodo che ha rivalutato molto dopo aver conosciuto una viziatissima e precoce tredicenne. Ha avuto un rapporto molto conflittuale con la madre, una donna che metteva le sue relazioni con gli uomini prima della figlia, al contrario Samantha metterà le amiche al primo posto rispetto agli uomini. Seduttrice e libertina, non esita a sperimentare ed è molto diretta ed esplicita nei suoi discorsi. Evita ad ogni costo un coinvolgimento emotivo ed esce sempre con uomini diversi.
Verso la fine della serie le viene diagnosticato un cancro al seno che le viene rimosso ma a seguito del quale deve sottoporsi a delle sedute di chemioterapia che la costringono a radersi completamente i capelli e indossare una parrucca; cerca di non arrendersi alla malattia e convive con gli effetti collaterali della chemioterapia. Durante il secondo film invece deve affrontare la menopausa, che interferisce con il suo solito stile di vita.

### Carattere
(Carrie Bradshaw parla di Samantha (ep. 2x11))
Samantha adora le feste, gli uomini e lo shopping. È una donna di successo, seducente e ambiziosa, ma sotto la sua apparente sicurezza, Samantha è in realtà una donna insicura e fragile, come dimostra al funerale della mamma di Miranda. Crede nell'indipendenza femminile ed è convinta che le donne "possono fare sesso come gli uomini": è una fautrice della libertà sessuale e non fa fatica ad ammetterlo. Samantha non crede nell'amore, eppure si innamora ben tre volte nel corso della serie di James, Richard e Smith. La sua indipendenza la porta anche ad avere una breve relazione con Maria, una pittrice brasiliana lesbica.

### La casa
Ha un appartamento nell'Upper East Side, ma durante la terza stagione lo lascia e si trasferisce in un costoso loft del Meatpacking District, sicura della rapida espansione del quartiere ma dove si trova a litigare con le prostitute transessuali che occupano la strada di notte. Samantha adora vivere da sola, ma durante un'influenza si accorge che nessuno dei suoi tanti amanti è disposto ad aiutarla. Lascerà il suo appartamento e New York per seguire Smith a Hollywood

## Il rapporto con le amiche
Come Carrie, Samantha crede ciecamente nell'amicizia con le sue amiche, un porto sicuro quando si sente sola o quando un uomo la fa soffrire, ma anche delle confidenti del cui giudizio non deve avere paura e che ama profondamente. Per quanto le donne conoscano bene Samantha, anche loro a volte si stupiscono di lei, in particolare quando si fidanza con Maria o quando decide di frequentare un uomo di settantadue anni.

## Le relazioni di Samantha
Oltre a Dominique che la lascia per sposarsi con un'altra donna, sono quattro le relazioni durature che vedono coinvolta Samantha: la prima con James, uomo che conquista Samantha in un jazz club ma che lei è costretta a lasciare perché non può convivere con il suo "minuscolo pene"; la seconda è con un'artista lesbica chiamata Maria, con cui Samantha tronca perché la partner non condivide la sua passione per il sesso, ma vuole "parlare, sempre parlare e fare il bagno".
La terza relazione è con Richard Wright, magnate alberghiero di cui Samantha si innamora (nonostante lei per prima sia restia ad accettare la cosa), che la tradisce e, nonostante gli sforzi, non riesce a farsi perdonare; la quarta infine, con Smith Jerrod, prestante e giovane cameriere che poi diventerà attore, a cui Samantha si lega molto. Nel corso delle stagioni si nota che dietro all'apparente immunità all'amore, Samantha cela un lato tenero e vulnerabile, e alla fine cede a Smith e al suo amore.
Nel primo film vediamo che Samantha si è trasferita ad Hollywood con Smith dove si occupa sempre di pubbliche relazioni, ma compensa con il cibo le poche attenzioni che riceve dall'ormai impegnatissimo fidanzato, che però decide di non tradire in nessun caso. Nel finale Samantha lascia il ragazzo perché sta modificando troppo il suo carattere per lui. Nel secondo film troviamo Samantha ancora single ma rimasta amica di Smith che per lavoro le trova un importante cliente ad Abu Dhabi, il proprietario di un lussuosissimo albergo; qui troverà Richard, un uomo danese affascinante e avventuroso che attirerà l'attenzione di Samantha.